# La meravigliosa Bakery di Alice
La meravigliosa Bakery di Alice (Alice's Wonderland Bakery) è una serie animata computerizzata basata sul film d'animazione Alice nel Paese delle Meraviglie, prodotta dalla Disney Television Animation e trasmessa il 9 febbraio 2022 su Disney Junior. Nello stesso giorno della prima messa in onda, Disney+ propose i primi sei episodi della serie nei paesi selezionati. In Italia viene trasmesso sulla piattaforma sopracitata dal 7 dicembre 2022.

## Trama
La serie ruota intorno ad Alice, nipote dell'originale e celebre protagonista, una generosa bambina che lavora come pasticcera alla Pasticceria delle Meraviglie. Mentre esplora il regno tra avventure culinarie, è accompagnata da Fergie, Hattie e Rosa la Principessa di Cuori.

## Episodi
| Stagione         | Episodi | Prima TV USA | Prima TV Italia |
| ---------------- | ------- | ------------ | --------------- |
| Prima stagione   | 25      | 2022-2023    | 2022-2023       |
| Seconda stagione | 25      | 2023-2024    | 2025            |

## Personaggi e doppiatori
Protagonisti
- Alice: Libby Rue (inglese), Sara Ciocca (italiano)
- Hattie Cappellaio: CJ Uy, (inglese), Gabriele Piancatelli (italiano)
- Fergie Bianconiglio: Jack Stanthon (inglese), Valeriano Corini (italiano)
- Principessa di Cuori Rosa: Abigail Estella (inglese), Sara Del Bufalo (italiano)
- Cookie: Secunda Wood (inglese), Perla Liberatori (italiano)
- Dinah: Audrey Wasilewski
- Lo Stregatto: Max Mittelman (inglese), Nanni Baldini (italiano)
- La Regina di Cuori: Eden Espinosa (inglese), Ilaria Latini (italiano)
- Sig. Serratura: Craig Ferguson
- Kiki: Ana Gasteyer (inglese), Ilaria Stagni (italiano)